# Gastronomía de Kenia
La gastronomía keniana es muy variada y difiere dependiendo de cada región y, especialmente, de un grupo étnico a otro. Sin embargo, existen dos preparaciones culinarias comunes:
- Ugali (palabra de origen suajili). Se puede preparar sólo con maíz blanco (mahindi en suajili) o mezclado con sorgo (mtama en suajili).
- Githeri (palabra de origen kikuyu) que es una mezcla de granos de maíz y frijoles. Esta mezcla será luego enriquecida, o no, con otras verduras dependiendo del origen tribal.

A veces también se come allí Nshima, un plato a base de maíz mezclado con verduras y carne (o pescado).

## Alimentación

### Kalenjin
Los kalenjin son un pueblo nilótico que vive en el Gran Valle del Rift central y sus alrededores. Son pastores de origen, que también se convirtieron en agricultores debido a la riqueza del suelo.

### kikuyu
Los kikuyu son un pueblo bantú que se asentó alrededor de Nairobi y el Monte Kenia. Son pastores y agricultores. Uno de los platos típicos de los kikuyuil es el mokimo, un puré de patatas con verduras.

### Luo

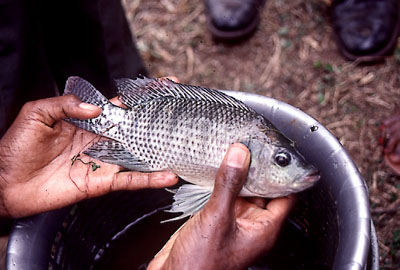
La tilapia del Nilo, una especie introducida por los ingleses

Los luo son un pueblo nilótico establecido alrededor del lago Victoria (principalmente en Kenia y Tanzania). Debido a la existencia del lago, estos pastores, originalmente, también se convirtieron en pescadores y agricultores.
La gastronomía local se centra, pues, principalmente en pescados de agua dulce como el ngege ("tilapia" en luo), el mbuta ("perca del Nilo" en luo), el kamango ("anguila" en luo), el odado ("barbo" en luo) o el omena ("pez pequeño" o "bleak" en luo, que no distingue entre ambos términos) que se servirán choma ("a la parrilla" en suajili), fritos, secados al sol (por ejemplo, la tilapia partida en dos y secada al sol se llamará entonces obambla) o con sopa ("en salsa" en inglés).
El gweno o kuku (que significa indistintamente “pollo o gallina” respectivamente en luo y suajli), omnipresente en la mesa, también se servirá a la parrilla, frito o en salsa. También se puede encontrar rinsel (“carne de cabra” en luo), aunque este es más un plato kikuyu (que son muy populares en Kisumu). El plato típico de los días de fiesta consiste en pollo en salsa de tomate, acompañado de arroz pishori (cultivado principalmente en Mwea en el distrito de Kirinyaga).

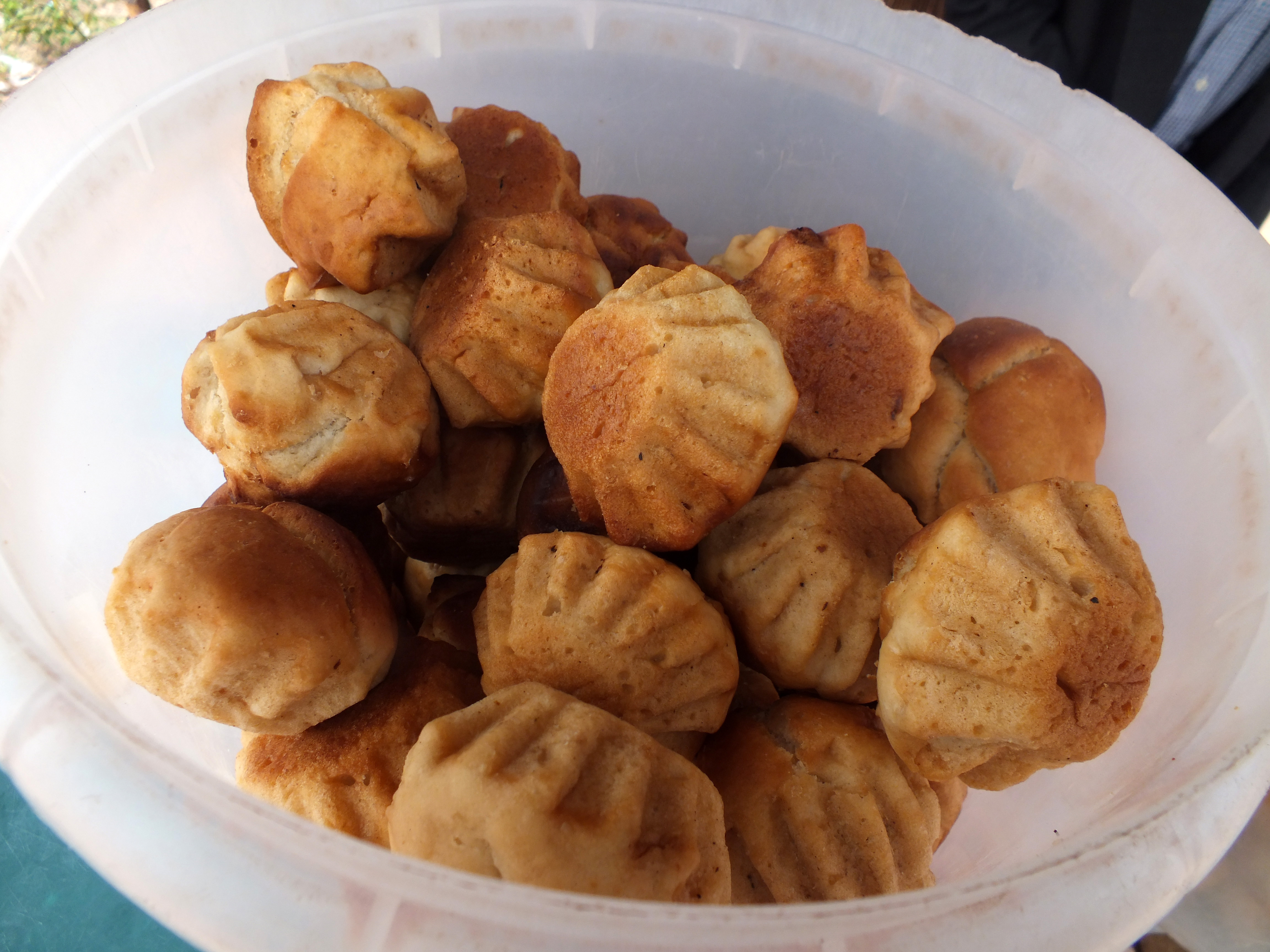
Mandazi

Los acompañamientos pueden consistir en ugali (también llamado kwon en luo), elaborado con maíz amarillo o blanco, acompañado de sukuma wiki (que actualmente significa "plato de repollo", pero la expresión se ha distorsionado; en suajili, sukuma significa cultivar y wiki significa semana. Originalmente, por lo tanto, significaba "el arte de aprovechar las sobras") o de hojas de alot bo o kunde (en luo o suajili) hervidas y luego fritas. Chapati (en suajili) con dengu (en suajili) u otros oganda o maharagwe (“frijoles” en luo o suajili). De kachumbari («ensalada de tomate, cebolla y cilantro, más o menos picante» en suajili). Plátano o batata. Quimbombó (cocido en salsa de tomate o mezclado con sukuma wiki o alot bo). De apoth (“verdura resbaladiza” en luo), que es la hoja de una hierba silvestre cuyo sabor recuerda al del okra. Todo se puede acompañar con una cerveza local (Tusker o Senator) o vino de palma.
Como entrante se sirven samusa («bocadillos de maíz rellenos de carne o verduras» en suajili). Como pastel o como refrigerio, los mandazi ("rosquillas fritas en aceite" en suajili) se sirven acompañados de una taza de chai ("té negro" en luo y suajili) con abundante chak o maziwa ("leche" en luo o suajili) agregado, a menos que prefiera una taza de chai ya masala ("té especiado" en luo y suajili).
Para el desayuno, los luo a menudo se contentan con una taza de té y, si es posible, un trozo de pan. Los niños pueden disfrutar del uji ('papilla' en suajili) de mijo hervido, más a menudo en agua que en leche.

### Masái

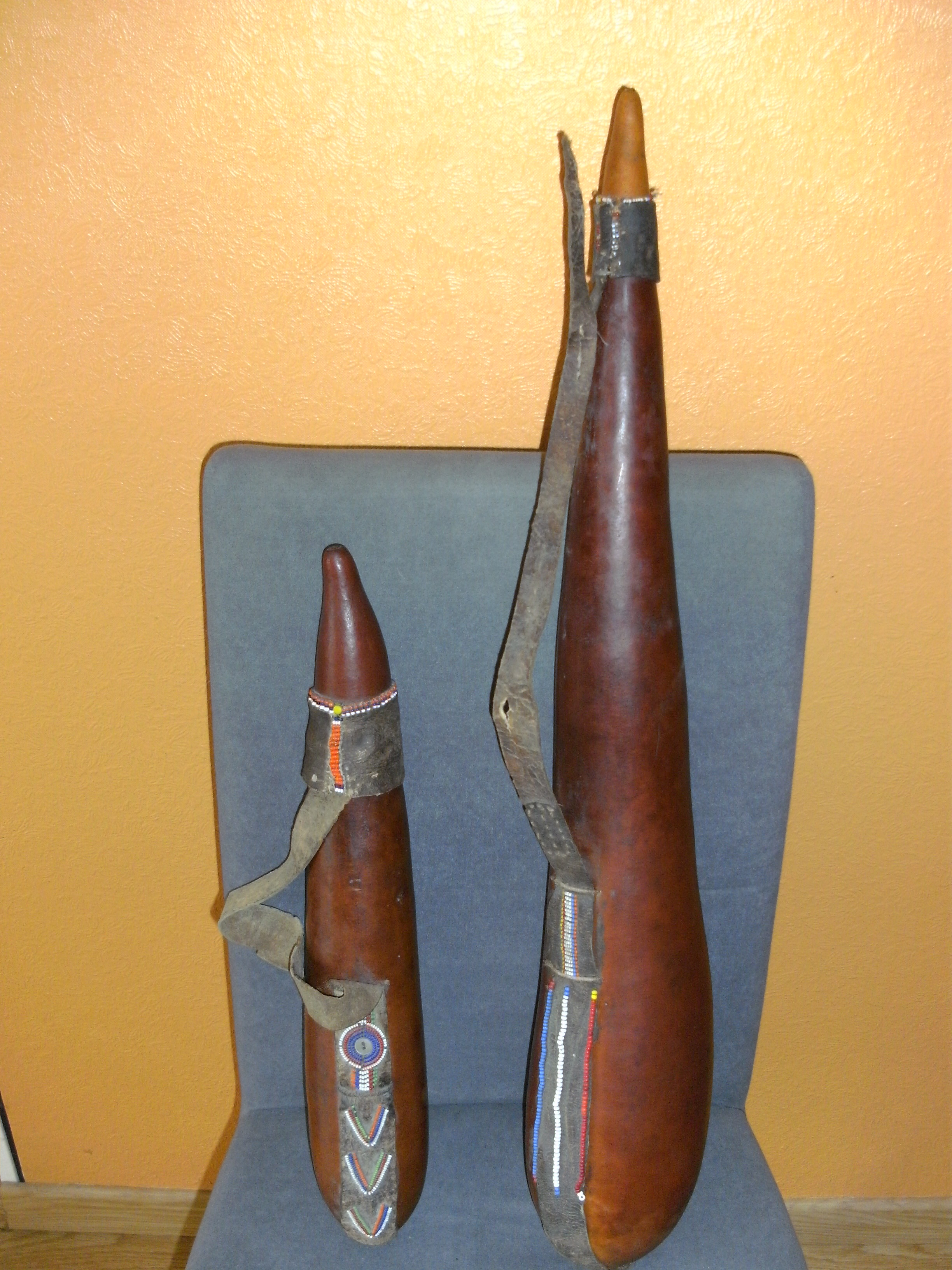
Dos Inkri (calabazas para el transporte individual de la ración diaria de leche) provistas de una correa de piel de vaca y decoradas con perlas. El más grande mide 80 cm.

Los masái son un pueblo nómada nilótico que vive en el sur del Gran Valle del Rift (en Kenia y Tanzania). Son, esencialmente, pastores.
Se alimentan principalmente de productos lácteos y sangre (ncakule, en masái). De hecho, pueden extraer sangre de ganado joven sin matarlo, cortándolo en el cuello con una flecha disparada a la vena yugular. Un cuenco de sangre mezclada con leche es el alimento básico y los masái lo llevan a todas partes en una calabaza alargada llamada enkri. La carne se come con menos frecuencia y nunca debe mezclarse con leche; Está reservado para ciertas ceremonias u ocasiones especiales. Su “ideal pastoral” les lleva a rechazar todo alimento de origen animal y toda actividad agrícola o cinegética destinada a la producción de alimentos. No consumen pescado, aves ni animales de caza, excepto búfalos y elands, que se parecen a su propio ganado.
El uoali («ugali» en masái) se come en forma de papilla (con agua), como en el resto del país, o más líquido (con leche). Las grasas animales o la mantequilla se utilizan ampliamente en la cocina de alimentos, incluso para mejorar el sabor. La mantequilla también es un alimento importante para los bebés y los niños pequeños (olkuo, en masái).
Los masái consumen grandes cantidades de plantas. Según un estudio realizado por Timothy Johns. “Para preparar la leche, los masái añaden plantas, raíces, corteza, diversas verduras…”. Siempre tienen un caldo elaborado con hierbas silvestres, corteza y raíces de acacia (Acacia nilotica). Se limpian regularmente los dientes con trozos de madera, chupan raíces para extraer el jugo o mastican goma de árboles, como la mirra que proporciona el bálsamo. Muchas de estas plantas son medicinales y, mientras otras tribus las utilizan sólo para curar, los masái las utilizan casi a diario.
Las frutas, aunque se consumen como refrigerio, constituyen una parte importante de la comida consumida por mujeres y niños,
Su bebida favorita es un té muy suave diluido con abundante leche.

### Suajili
Los suajili (sawahil significa "habitantes de la costa" en árabe) están formados por diferentes grupos étnicos y tribus que han sido enormemente influenciados por los árabes. Están establecidos a lo largo de las costas desde Somalia hasta Mozambique. Son, por supuesto, pescadores natos.

## Bebidas

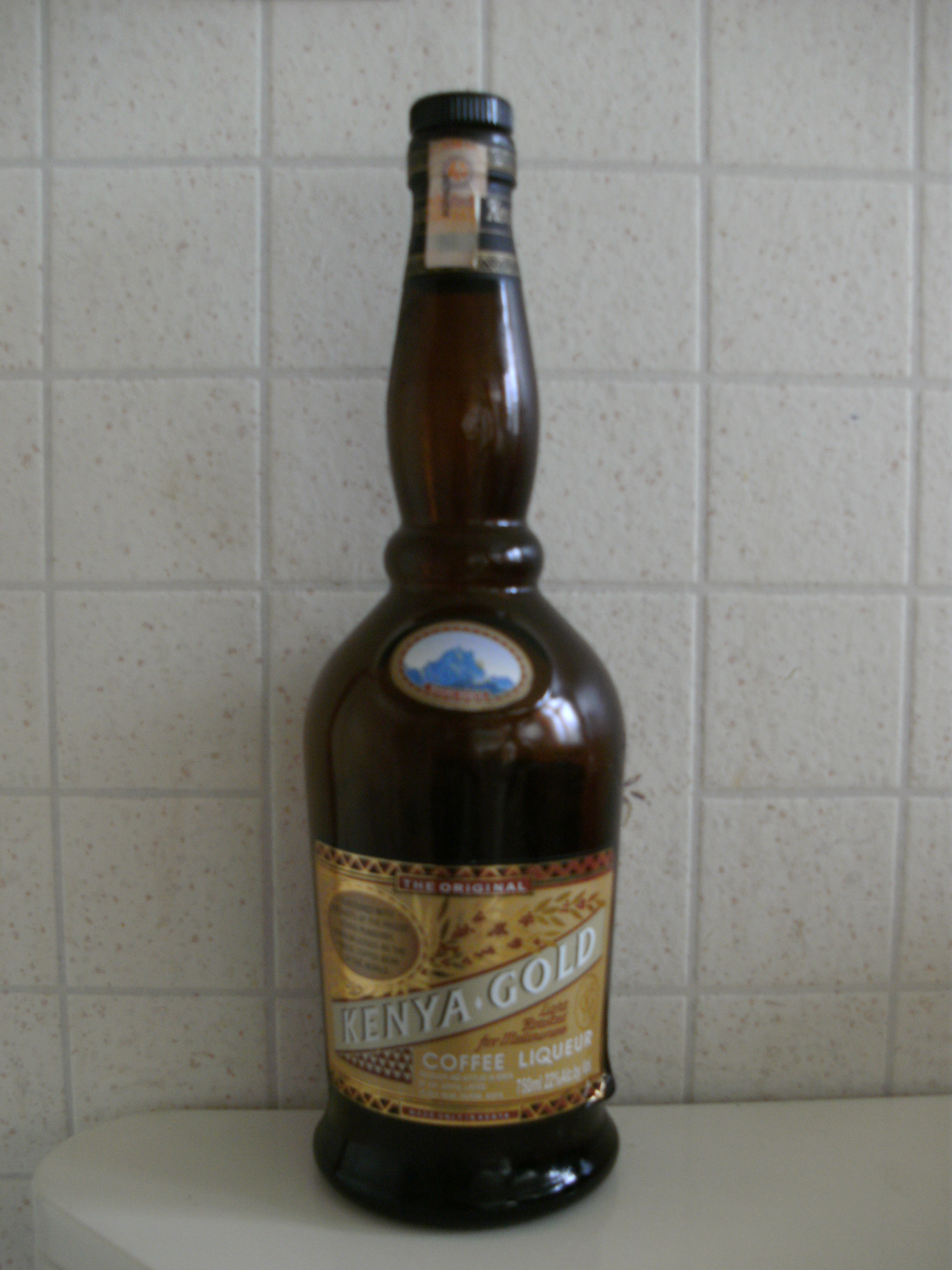
Botella de Kenya Gold

En la industria de las bebidas, los dos primeros son omnipresentes:
- agua (maji en suajili), que debe hervirse antes de su consumo si no se presenta en una botella tapada con su banda de plástico original;
- té (chai en suajili), que será más o menos fuerte pero siempre con leche añadida (maziwa en suajili). En el mundo, Kenia es el cuarto productor y el primer exportador de té (principalmente té negro);
- Aunque el país es productor de café arábico (kahawa en suajili), sólo los kikuyus son verdaderos consumidores;
- Será fácil encontrar refrescos (magadi o soda en suajili), premezclas y cervezas locales (pombe en suajili) como Tusker o Senator y en las grandes ciudades cervezas extranjeras (bia en suajili) como Stella Artois o Heineken;
- En los hoteles y restaurantes turísticos de Nairobi o Mombasa, encontrará vino (mvinyo en suajili) principalmente de Sudáfrica, pero también vino de palma (mwengero o kosha (si es dulce) en suajili) elaborado localmente o en Uganda;
- En cuanto al alcohol, Kenia destila un licor elaborado a partir de café arábigo con un contenido de alcohol del 22% (Kenia es productor de arábigo) y llamado Kenya Gold, mientras que el Waragi (alcohol de mijo) destilado por el Estado ugandés o el Lira Lira (alcohol de mandioca y azúcar de caña), ambos con un contenido de alcohol del 40%, son accesibles a todos, especialmente en bolsas de plástico de 10 cl, fácilmente asequibles para los adolescentes;
- Una tradición familiar muy extendida es el consumo de busa, que es un alcohol producido a partir de granos de cebada y mijo macerados en agua caliente y que bebe, por turnos, la comunidad masculina adulta durante una reunión, utilizando la misma pipa flexible;
- changaa, un alcohol tradicional elaborado a partir de mijo, maíz o sorgo, apodado Kill Me Quickly (Mátame rápido).